# 里德林根
里德林根（德語：Riedlingen，發音：[ˈʁiːtlɪŋən] ⓘ）是德国巴登-符腾堡州蒂宾根行政区比伯拉赫县的城市，面积64.95平方千米，2023年12月31日人口为11,271人。